# Мариуш Вах
Мариуш Вах (на полски: Mariusz Wach, произношение: [mariuʂ vax], роден на 14 декември 1979 година) е полски аматьорски и професионален боксьор, претендент за световната титла в тежка категория.
Той е бивш международен шампион на WBC в тежка категория и е най-известен с предизвикателство си за титлата през 2012 г. срещу Владимир Кличко, в което губи мача в 12-рундов мач след съдийско решение.

## Ранен живот
Мариуш Вах е роден на 14 декември 1979 г. в Краков, Полша. Eмигрира в Северен Бергън, щата Ню Джърси.

## Аматьорска кариера
За пръв път се запознава с бокса през 1990 г., натрупвайки аматьорска кариера с 90 двубоя, по време на която представя родината си в многобройни аматьорски турнири. Сред най-големите си постижения през този период са 2 златни медала и 1 бронзов от индивидуалните полски шампионати и 1 сребърен медал от европейското първенство по бокс през 2004 г. Вах по-късно представя Полша на Летните олимпийски игри през 2004 г.

## Титли и успехи
- Международен шампион на WBC в тежка категория (1 път)
- Европейски шампион на IBF Изток/Запад в тежка категория (1 път)